# Зазерское сельское поселение
Зазерское сельское поселение — муниципальное образование в Тацинском районе Ростовской области.
Административный центр поселения — хутор Зазерский.

## География
Муниципальное образование расположено в юго-восточной части Тацинского района Ростовской области. Общая площадь территории составляет 28 747 га. По территории сельского поселения протекает река Кагальник.
На севере граничит с Суховским сельским поселением, на востоке — с Морозовским районом, на юге — с Константиновским районом, на западе — с Ермаковским сельским поселением.

## История
Несколько столетий назад у реки Кагальник стоял хутор Протвинский. Точная дата его основания неизвестна, но, вероятно, здешние земли были пожалованы есаулу Зазерскому, отличившемуся в Отечественной войне 1812 года, который передал их по наследству своим потомкам.
В 1837 году, согласно данным переписи, в хуторе Протвинском проживало 493 человека и насчитывалось 83 двора.
После смерти казака Зазерского его жене досталось около двух тысяч десятин земли. В 1879 году она, собираясь переехать жить в город Новочеркасск, передала землю безвозмездно в собственность своим батракам. В благодарность за это казаки переименовали свой хутор и дали ему название: Зазерский.
В 1914 году всех мужчин, достигших восемнадцатилетнего возраста, отправили воевать на фронтах Первой мировой войны.
Из всех хуторов, которые тогда были приписаны к Зазерской волости (а именно: Крылов, Вязов, Бобовня, Вишневка, Грушевка, Саленка, Беляев, Самара, Кумшак, Чикалов и Колодезный), были мобилизованы 150 человек и отправлены в город Константиновск, где они вошли в состав казачьих войск 1-го Донского округа, в составе которого сражались с немецкими войсками.
Во время Гражданской войны часть здешних казаков воевали в Первой конной у С. М. Будённого и у Б. М. Думенко. Другие примкнули к белым и участвовали в знаменитом рейде казаков генерала Мамантова: некоторое из них после поражения были вынуждены осесть в эмиграции.
Во время Второй мировой войны, в июле 1942 года, район был оккупирован немецкими войсками. Освобождён Красной армией в январе 1943 года.

## Административное устройство
В состав Зазерского сельского поселения входят:
- хутор Зазерский;
- хутор Араканцев;
- хутор Дымков;
- хутор Кустоватов;
- хутор Кухтачев.

## Население
| 2010  | 2012  | 2013  | 2014  | 2015  | 2016  | 2017  |
| ----- | ----- | ----- | ----- | ----- | ----- | ----- |
| 1526  | ↘1470 | ↘1426 | ↘1399 | ↘1371 | ↘1335 | ↘1327 |
| 2018  | 2019  | 2020  | 2021  |       |       |       |
| ↘1317 | ↘1280 | ↘1259 | ↘1219 |       |       |       |